# No Rancho Fundo (telenovela)
No Rancho Fundo é uma telenovela brasileira produzida e exibida pela TV Globo de 15 de abril a 1° de novembro de 2024, em 171 capítulos. Substituiu Elas por Elas e foi substituída por Garota do Momento, sendo a 100.ª "novela das seis" exibida pela emissora.
Tem a autoria de Mário Teixeira, conta com a colaboração de Marcos Lazarini, Angélica Lopes, Dino Cantelli e Renata Sofia. Tem a direção de Bernardo Sá, Carla Bohler, Larissa Fernandes e Rodrigo Bitti, conta com a direção geral de Pedro Brenelli e direção artística de Allan Fiterman. A novela é livremente inspirada na peça A Capital Federal, de autoria de Artur de Azevedo.
Apesar de ser apontada como uma continuação direta de Mar do Sertão, a novela é oficialmente apresentada como uma espécie de epílogo da trama citada, já que o texto principal se passa pouco tempo após a morte do personagem Tertulinho (Renato Góes), além da ausência dos demais protagonistas da trama anterior. Contudo, diversos personagens foram reaproveitados por Teixeira.
Conta com as atuações de Andréa Beltrão, Larissa Bocchino, Túlio Starling, Alexandre Nero, José Loreto, Luisa Arraes, Débora Bloch e Eduardo Moscovis nos papéis principais.

## Enredo
Quinota (Larissa Bocchino) é uma jovem sertaneja ingênua e romântica, que leva uma vida simples nas terras áridas do sertão do Cariri, no fictício distrito interiorano de Lasca Fogo, na Paraíba. Sua vida se transforma quando conhece Marcelo (José Loreto), um homem que vem da fictícia Lapão da Beirada, uma cidade maior e mais desenvolvida. Esses dois universos sociais tão diferentes colidem quando Marcelo aparece no sertão. Em um segundo encontro, Quinota e Marcelo se beijam, mas um dilema surge quando a mãe de Quinota, a rigorosa garimpeira Zefa Leonel (Andréa Beltrão), flagra a situação. Em uma família conservadora e tradicional onde a honra de uma moça é inegociável, a reputação de Quinota fica em jogo sem uma união oficial.
No entanto, Marcelo abandona Quinota e foge para a cidade grande, recusando-se a casar. Determinada a resolver a situação, Zefa parte em busca de Marcelo com sua filha, mas sem sucesso, já que acaba enfrentando um cenário bem diferente em Lapão da Beirada. Posteriormente, para desespero de Quinota e de seu marido Tico Leonel (Alexandre Nero), sem ter dinheiro para sustentar a família, Zefa decide arriscar-se novamente em garimpar na gruta que está nas terras de sua família, conhecida como Gruta Azul, por conta de que ali havia a antiga presença da turmalina-paraíba, a qual todos atualmente acreditam estar extinta há muito tempo. A esperança se renova quando Zefa encontra a tal pedra azul, transformando completamente a vida dos Leonel. A história se desenvolve com encontros e desencontros, golpes, farsas, revelações e reviravoltas. Quinota, em Lapão da Beirada, descobre um novo amor, Artur (Túlio Starling), o verdadeiro mocinho da trama, sem saber que ele é o melhor amigo de Marcelo, com quem se envolveu anteriormente.
É ele quem ajuda Quinota a provar que as terras onde está localizada a gruta e onde foi encontrada a turmalina pertencem à família dela. A fortuna dos Leonel chega em boa hora, mas desperta a cobiça e a ganância de muita gente mal-intencionada, estando entre elas: o próprio Marcelo, Blandina (Luisa Arraes), Quintino Ariosto (Eduardo Moscovis), Deodora (Débora Bloch), Sabá Bodó (Welder Rodrigues) e sua esposa e primeira dama, Nivalda (Titina Medeiros).

### O "multiverso" deMar do Sertão
Passados alguns anos, Deodora sai da prisão após ter sido condenada por matar o seu filho Tertulinho (Renato Góes) e decide mudar de vida. Para isso, ela abre um cabaré, com o nome de Voltagem e adota um novo sobrenome: Montijo. No entanto, ela continua envolvida com alguns golpes e conta com a participação de Quintino Ariosto, seu novo pretendente, para realizar os seus planos. A maior pedra no seu caminho é Zefa Leonel, sua inimiga do passado e ao se reencontrarem, acabam acertando as suas contas, reacendendo uma forte rivalidade. Além disso, Sabá Bodó se torna prefeito de Lapão da Beirada, mas continua metido em confusão e conta com a companhia de Nivalda, Vespertino (Thardelly Lima), Cira (Suzy Lopes), Floro Borromeu (Leandro Daniel) e sua fiel escudeira Dona Escolástica (Ana Maria Mangeth). Bodó também vê uma oportunidade de ficar mais rico, principalmente quando a família Leonel encontra a turmalina azul.
O centro de toda a trama passa a ser o Grande Hotel São Petersburgo, um recinto luxuoso em Lapão da Beirada e comandado por Quintilha (Ju Colombo), que deixou a sua famosa pousada para gerenciar o seu novo empreendimento. Ela continuará informada com os últimos acontecimentos da região e é nele onde viverão Quinota, Zefa, Tico e toda a família Leonel, que se tornam seus mais novos e famosos hóspedes após ficarem bilionários.

## Elenco
| Intérprete         | Personagem                                                         |
| ------------------ | ------------------------------------------------------------------ |
| Andréa Beltrão     | Josefa Maria d'Assunção Limoeiro Leonel (Zefa Leonel)              |
| Larissa Bocchino   | Maria Quirina d'Assunção Leonel Limoeiro (Quinota)                 |
| Túlio Starling     | Artur Ariosto Evaristo                                             |
| Alexandre Nero     | Eurico Leonel Limoeiro (Tico Leonel)                               |
| José Loreto        | Marcelo Gouveia                                                    |
| Luisa Arraes       | Blandina Sebastiana Cantuária / Blandina Douglas Foster de Miranda |
| Débora Bloch       | Maria Deodora Montijo Aguiar (Deodora)                             |
| Eduardo Moscovis   | Quintino Ariosto Evaristo (Ariosto)                                |
| Mariana Lima       | Salete Maria Pietrelcina d'Assunção (Tia Salete)                   |
| Welder Rodrigues   | Prefeito Sebastião Bodó Vindouro Menezes (Sabá Bodó)               |
| Titina Medeiros    | Nivalda Menezes                                                    |
| Thardelly Lima     | Laércio Oliveira Limeira (Vespertino)                              |
| Igor Fortunato     | José Albertino Leonel Limoeiro (Zé Beltino)                        |
| Clara Moneke       | Maria da Caridade Freitas Rosalino (Caridade)                      |
| Leandro Daniel     | Delegado Floro Borromeu                                            |
| Igor Jansen        | Aldenor Leonel                                                     |
| Heloísa Honein     | Maria Margarida Leonel (Margaridinha)                              |
| Dandara Queiroz    | Benvinda Leonel                                                    |
| Guthierry Sotero   | Anastácio Leonel (Nastácio)                                        |
| Nanego Lira        | José de Arimatéia Silva (Padre Zezo) / Monsenhor José de Botas     |
| Alejandro Claveaux | Jordão Nicácio                                                     |
| Suzy Lopes         | Cira Aparecida de Gênova                                           |
| Rhaisa Batista     | Maria da Fé Freitas Rosalino (Fé)                                  |
| Andréa Bak         | Maria Esperança Freitas Rosalino (Esperança)                       |
| Nina Tomsic        | Dracena Taveira                                                    |
| Evaldo Macarrão    | Antonio Feitosa (Tôim)                                             |
| Haroldo Guimarães  | Cícero Rosalino (Primo Cícero)                                     |
| Ju Colombo         | Quintilha Epitácia das Chagas                                      |
| Duda Rios          | Tobias Aldonço                                                     |
| Natascha Falcão    | Lola                                                               |
| Vitória Rodrigues  | Blanchette                                                         |
| Alex Patrício      | Celso Batistão                                                     |
| Rafael Saraiva     | Guilherme Tell                                                     |
| Isis Broken        | Corina Castello                                                    |
| Fatima Patricio    | Castorina Miranda                                                  |
| Ana Maria Mangeth  | Dona Escolástica                                                   |
| Eloise Yamashita   | Emi                                                                |
| Jorge Ritchie      | Torquato Tasso                                                     |
| Renan Motta        | Marconi                                                            |
| Ivson Rainero      | Sivuplê                                                            |
| Esther Brollo      | Rafaela                                                            |
| Lukete             | Palmito Repentista                                                 |
| Juzé               | Totonho Repentista                                                 |
| Tomás de França    | José Carlos d'Assunção Leonel Limoeiro (Juquinha)                  |

### Participações especiais
| Intérprete             | Personagem                            |
| ---------------------- | ------------------------------------- |
| Valdineia Soriano      | Manuela Ariosto Evaristo              |
| Letícia Salles         | Zélia Noronha                         |
| André Luiz Frambach    | Elias Crisóstomo Ariosto Evaristo     |
| Giovana Cordeiro       | Xaviera Buckminster                   |
| Enrique Díaz           | Francisco Itamar Miroel Timbó (Timbó) |
| Luana Tanaka           | Almira Kobayashi                      |
| Gabriel Sanches        | Sara                                  |
| Alessandro Brandão     | Nina                                  |
| Ana Paula Botelho      | Carpideira                            |
| Marco França           | Fubá Mimoso                           |
| Zahy Tentehar          | Drª. Paula Alexandre                  |
| Maria Sílvia Radomille | Drª. Alba                             |
| Carlos Betão           | Gonçalves Dias                        |
| Juliana Teixeira       | Antônia Gonçalves Dias                |
| Tatá Werneck           | Ela mesma                             |
| Tati Machado           | Ela mesma                             |

## Produção
Após o sucesso de Mar do Sertão, Mário Teixeira entregou mais uma sinopse para o horário das 18h. À princípio, o texto de Teixeira substituiria O País de Alice, de Lícia Manzo, no segundo semestre de 2024. Porém, em 30 de agosto de 2023, a TV Globo anunciou o cancelamento do texto de Lícia, que já estava com os capítulos em produção, antecipando a novela de Mário, alegando que a próxima trama, que originalmente substituiria Elas por Elas (2023–24), não possuía o apelo popular exigido pela direção atual, sendo também classificada como elitista pela alta cúpula.
A trama de Teixeira recebeu o título de No Rancho Fundo, que faz referência a uma canção interpretada pela dupla Chitãozinho & Xororó, que originalmente foi composta por Ary Barroso. Outros títulos divulgados para a novela foram Tudo Azul e Só no Sertão. Para compor a direção artística da trama, foi confirmado o nome de Allan Fiterman, repetindo a mesma parceria em Mar do Sertão (2022–23).
É também a primeira trama das seis a adotar a resolução 4K, estando disponível apenas no Globoplay por questões de compatibilidade. Tal padrão estreou em 2019 na telenovela das 21h Amor de Mãe.

### Gravações
A comuna de Lajedo de Pai Mateus, localizada no município de Cabaceiras na Paraíba, foi confirmada como um dos cenários da novela, sendo o plano do fundo da exploração de pedras na região. Além dela, algumas cenas também foram gravadas em Minas Gerais e Salvador.
As gravações tiveram início em 22 de janeiro de 2024, com parte das cenas internas da cidade de Lasca Fogo gravadas nos Estúdios Globo, no Rio de Janeiro. As cenas externas começaram a ser gravadas no dia 1.° de março e no dia 18, voltaram a ser gravadas as cenas internas, agora no cenário de Lapão da Beirada.

### Escolha do elenco
Assim como em Mar do Sertão, a ideia de Mário Teixeira é apostar em atores desconhecidos, sobretudo de origem nordestina, para compor os protagonistas. O primeiro nome que chegou a ser anunciado no elenco foi de Bella Campos, depois de seu ótimo desempenho com uma das protagonistas de Vai na Fé (2023). Porém, a atriz foi descartada do elenco sem explicações. A estreante Larissa Bocchino também estava cotada para desempenhar o trabalho como a personagem principal Quinota, porém, no período de pré-produção da trama, a atriz havia vencido um concurso no programa Faustão na Band para interpretar uma das personagens de Beleza Fatal, a futura primeira telenovela brasileira da plataforma de streaming Max. No entanto, após várias mudanças na equipe e nos prazos, ela acabou não entrando para o elenco e assinou contrato com a emissora para desempenhar um dos papéis em Guerreiros do Sol, da plataforma de streaming Globoplay, e posteriormente assinou um contrato para interpretar a protagonista na trama. Túlio Starling, destaque em Pantanal (2022) e Vicky e a Musa, foi o escolhido para interpretar Artur, o mocinho da história e par de Quinota.
Logo depois, foram confirmados também os nomes de Débora Bloch, Welder Rodrigues, Titina Medeiros, Suzy Lopes e Leandro Daniel para repetirem os seus respectivos papéis de Mar do Sertão na trama, dando início aos boatos de que a novela seria uma continuação do mesmo título de Teixeira, o que foi negado pela assessoria da Globo. O resgate de personagens populares já foi explorado anteriormente em Deus Nos Acuda (1992–93) através da personagem Dona Armênia (Aracy Balabanian), Porto dos Milagres (2001) com o deputado Pitágoras William Mackenzie (Ary Fontoura), Senhora do Destino (2004–05) com o senador Victório Vianna (Lima Duarte), sendo nessa apenas uma participação especial na reta final, Belíssima com o personagem Jamanta (Cacá Carvalho), Ti Ti Ti (2010–11) com o investigador Mário Fofoca (Luís Gustavo), também sendo uma participação especial, Salve Jorge (2012–13) com a personagem Dona Diva (Neusa Borges), Nos Tempos do Imperador com o casal Germana  (Vivianne Pasmanter) e Licurgo (Guilherme Piva) e Travessia (2022–23) com Stênio (Alexandre Nero), Heloísa (Giovanna Antonelli) e Creusa (Luci Pereira). Outros personagens resgatados foram a dupla Palmito e Totonho Repentista, Quintilha, Vespertino e Padre Zezo/Monsenhor das Botas, interpretados novamente por Lukete e Juzé, Ju Colombo, Thardelly Lima e Nanego Lira.
José Loreto chegou a fazer os testes para interpretar o principal antagonista da história, assim como Igor Jansen para ser o intérprete de um dos papeis centrais da trama, com os dois sendo confirmados no elenco posteriormente. A novela marca a estreia de Igor Jansen à TV Globo, depois de sua passagem como protagonista em As Aventuras de Poliana e Poliana Moça. Eduardo Moscovis chegou a ser cotado para o papel de Tico, mas o personagem acabou ficando com Alexandre Nero. Moscovis, posteriormente, iniciou as negociações com a emissora para ser o par romântico de Deodora, ficando com o personagem Quintino, voltando ao horário das seis desde Alma Gêmea (2005–06). Nina Tomsic, que ganhou notoriedade na telenovela Quanto Mais Vida, Melhor! (2021–22) e na série A Vida pela Frente, foi escalada para interpretar a estilista Dracena, parceira da antagonista Blandina, interpretada por Luisa Arraes, marcando o seu retorno às telenovelas desde Segundo Sol (2018). Além disso, Luisa Arraes pela primeira vez interpreta uma vilã principal em uma telenovela. A trama também marca o retorno de Andréa Beltrão ao horário das 18h desde Era uma Vez... (1998), além de fazer mais um papel cômico fixo desde o seriado Tapas & Beijos. Outros retornos confirmados às telenovelas foi de Mariana Lima, ausente desde Um Lugar ao Sol (2021–22) e de Rhaisa Batista, mas no caso da última, a mesma retornaria à TV Globo desde Bom Sucesso (2019–20).
Cotada para Renascer e Família É Tudo, Clara Moneke acabou sendo confirmada no elenco interpretando Caridade, filha de Cícero, personagem de Haroldo Guimarães, que faz a sua estreia em telenovelas. Além de Haroldo, outros estreantes na teledramaturgia são Rafael Saraiva, integrante do grupo de humor Porta dos Fundos, ficando com o papel do poeta de rua Guilherme e Andréa Bak, ficando com o papel de Esperança, irmã das personagens de Moneke e Rhaísa, conhecidas como As Rosalinas.

## Exibição
Prevista para estrear em 1.° de abril de 2024, a novela teve a sua data de estreia adiada para o dia 15 do mesmo mês. Um dos motivos seria evitar que o último capítulo de Elas por Elas fosse exibido no feriado da sexta-feira santa, fazendo com que a antecessora fosse esticada em 12 capítulos, o que ganhou mais tempo na preparação das cenas internas da nova trama.
O primeiro teaser foi ao ar no dia 18 de março de 2024 durante o intervalo comercial de Renascer.
A novela não foi exibida no estado do Rio Grande do Sul nos dias 6 de maio, por ocasião da cobertura jornalística das enchentes em todo o território gaúcho, e 22 de junho de 2024 devido à transmissão do clássico Grenal pela 11.ª rodada da primeira divisão do Brasileirão. No dia 9 de julho, o capítulo 74 não foi levado ao ar, agora em todo o país, por conta das alterações na programação devido á transmissão da semifinal do Campeonato Europeu de Futebol entre as seleções da França e Espanha, além da semifinal da Copa América entre Argentina e Canadá. Em 9 de agosto, o capítulo 100 também não foi exibido em razão da transmissão da final e cerimônia do pódio do voleibol de praia feminino nos Jogos Olímpicos de Verão de 2024 e devido à cobertura jornalística do acidente do Voo Voepass 2283. Em 19 de outubro, o capítulo 160 não foi exibido apenas para a cidade de São Paulo e repetidoras da TV Globo São Paulo devido à transmissão da final da Copa Libertadores da América de Futebol Feminino entre o Corinthians e Santa Fe. Como forma de alinhar os capítulos nacionalmente, a emissora exibiu os capítulos 160 e 161 para São Paulo em uma edição especial de 1h15min no dia 21 de outubro, enquanto o restante do Brasil acompanhava a novela em sua duração normal.

## Música
Compõem a trilha sonora de No Rancho Fundo as seguintes canções:
- "No Rancho Fundo", Elba Ramalho part. Natascha Falcão (tema de abertura)
- "Piloto", João Gomes (tema de Marcelo)
- "Lembrança de um Beijo", Fagner (tema de Zefa e Tico)
- "Ponteio", Edu Lobo
- "Adeus", Natascha Falcão (tema de Quinota)
- "Melaço", Lucy Alves e Rachel Reis (tema de Blandina)
- "Veio d'Água", Elba Ramalho (tema de Zefa Leonel)
- "Naise", Nina Oliveira
- "Perfume de Araçá", Pietá part. Fred Demarca, Juliana Linhares e Rafael Lorga
- "Sabiá", Forro in the Dark
- "Sanfona Sentida", Luiz Gonzaga (tema de Artur e Quinota)
- "Sanfona Sentida (No Rancho Fundo)", Ayrton Montarroyos (tema de Artur e Quinota e tema de abertura alternativo)
- "Eu Quero Ver Você Dizer que Eu Sou Ruim", Alceu Valença (tema de Ariosto)
- "Tareco e Mariola", Flávio José (tema de Sabá Bodó)
- "Qui nem Giló (Saudade)", Selton part. Arto Lindsay (tema geral)
- "Baião Destemperado", Barbatuques
- "Grande Poder", Comadre Florzinha
- "Cheira Bem", Luso Baião
- "Ao Sabor do Vento", Pablo (tema de Nivalda e Sabá Bodó)
- "Vento", Gilberto Gil e Feyjão (tema de abertura alternativo)

## Recepção e Controvérsias
Antes mesmo da estreia, durante a divulgação de teasers da trama e fotos de elenco, vários internautas questionaram a construção visual dos personagens da trama, questionando a perpetuação de estereótipos, preconceitos e até mesmo xenofobia envolvendo a Região Nordeste, sobretudo o sertão. A aparência e a vestimenta foram duramente criticadas pelo público nas redes sociais, assim como por famosos nordestinos como o humorista Whindersson Nunes.

### Audiência
Com uma árdua missão de elevar os baixos índices deixados pela sua antecessora, a novela registrou 20,1 pontos, pico de 22,3 e share de 33,5% na Região Metropolitana de São Paulo, segundo dados consolidados do Kantar IBOPE Media em seu primeiro capítulo. O índice é o mesmo da estreia de Elas por Elas, mas teve o segundo melhor desempenho da faixa desde Mar do Sertão em pico máximo e porcentagem de televisores ligados. O segundo capítulo registrou 19,5 pontos. Em seus quatro primeiros capítulos, a novela acumulou uma parcial de 19,4 pontos, mostrando um crescimento de 6% na faixa comparado com a trama anterior da faixa.
Em 22 de abril bateu seu primeiro recorde com 20,8 pontos. Repetiu o mesmo índice no dia 14 de maio.
Se aproximando de um mês da sua exibição, a novela acumulou uma parcial de 18,7 pontos em São Paulo, apresentando um aumento de 26,6% nos índices da faixa das 18h, sendo uma das maiores elevações desde Êta Mundo Bom! (2016). Já na região nordeste, onde a trama sofreu algumas críticas devido a caracterização, a novela também apresentou índices altos, chegando aos 25 pontos em Salvador, 24 pontos em Recife e 21 pontos em Fortaleza.
Em 21 de maio registrou 21 pontos. Em 3 de junho registrou 21,7 pontos. Em 6 de julho, registrou o seu primeiro recorde negativo com 14,7 pontos, sendo até aquele dia o pior desempenho desde 15 de março. Repetiu a mesma média do dia 3 de junho em 29 de julho, agora chegando aos 23 de pico. Em 5 de agosto bate um novo recorde, registrando 22,5 pontos de média, 38% de share e pico de 24. Entrando na reta final, em 9 de outubro registrou mais um recorde com 23,1 pontos e pico de 24, sendo também a atração mais assistida do dia, superando até mesmo a novela das nove, no caso, Mania de Você.
Em 12 de outubro bateu novo recorde negativo com 14,2 pontos. Uma das causas do baixo índice foi o fato de São Paulo ainda estar afetada naquele dia por um apagão elétrico, sendo causado pelas chuvas do dia anterior (11), além da grande movimentação pelo feriado de Nossa Senhora da Conceição Aparecida.
O último capítulo registrou 21 pontos, sendo até então o segundo mais assistido da década de 2020, e a reapresentação registrou 16,6 pontos. Fechou com a média geral de 19,22 pontos, elevando em 28%, ou seja, em 3,92 pontos os índices do horário da faixa em comparação com a sua antecessora.

## Prêmios e indicações
| Ano  | Premiação                | Categoria                              | Indicação        | Resultado | Ref.    |
| ---- | ------------------------ | -------------------------------------- | ---------------- | --------- | ------- |
| 2024 | Prêmio Potências         | Atriz Coadjuvante                      | Clara Moneke     | Indicada  | [ 100 ] |
| 2024 | Melhores do Ano          | Novela do Ano                          | Mário Teixeira   | Indicado  | [ 101 ] |
| 2024 | Melhores do Ano          | Melhor Atriz de Novela                 | Andréa Beltrão   | Venceu    | [ 101 ] |
| 2024 | Melhores do Ano          | Revelação do Ano                       | Larissa Bocchino | Venceu    | [ 101 ] |
| 2024 | Prêmio F5                | Novela do Ano                          | Mário Teixeira   | Indicado  | [ 102 ] |
| 2024 | Prêmio F5                | Atuação do Ano em Novela               | Andréa Beltrão   | Indicado  | [ 102 ] |
| 2024 | Prêmio F5                | Atuação do Ano em Papel Infantojuvenil | Tomás de França  | Indicado  | [ 103 ] |
| 2024 | Prêmio F5                | Revelação do Ano                       | Larissa Bocchino | Indicado  | [ 103 ] |
| 2024 | Troféu Internet          | Melhor Novela                          | Mário Teixeira   | Indicado  | [ 104 ] |
| 2024 | Troféu Internet          | Melhor Atriz                           | Andréa Beltrão   | Indicado  | [ 104 ] |
| 2024 | Troféu Imprensa          | Melhor Novela                          | Mário Teixeira   | Venceu    |         |
| 2024 | Troféu Imprensa          | Melhor Atriz                           | Andréa Beltrão   | Venceu    |         |
| 2025 | Prêmio APCA de Televisão | Melhor Novela                          | Mário Teixeira   | Indicado  | [ 105 ] |
| 2025 | Prêmio APCA de Televisão | Melhor Atriz                           | Andréa Beltrão   | Venceu    | [ 105 ] |